# شاه بازان (شميل)
شاه بازان (بالفارسية: شاه بازان) هي قرية تقع في إيران في قسم شمیل الريفي. يقدر عدد سكانها بـ 216 نسمة بحسب إحصاء 2016.